# گریگور کبینیان
گریگور هوهانسی کبینیان (کبینوف) (ارمنی: Գրիգոր Հովհաննեսի Քեպինյան (Քեպինով)؛ زاده ۳ ژانویهٔ ۱۸۸۶ - درگذشته ۱۷ ژوئیهٔ ۱۹۶۶) مجسمه‌ساز اهل ارمنستان بود.

## زندگی‌نامه
وی در ۳ ژانویهٔ ۱۸۸۶ در تفلیس در به دنیا آمد و از دانشگاه دولتی سن پترزبورگ (۱۹۰۹) و آکادمی ژولیان (۱۹۰۷) فارغ‌التحصیل گشت. وی همچنین برنده جوایزی همچون چهره هنری شایسته ارمنستان شوروی شد. وی در ۱۷ ژوئیهٔ ۱۹۶۶ در سن ۸۰ سالگی در مسکو درگذشت.